# Dumeni Columberg

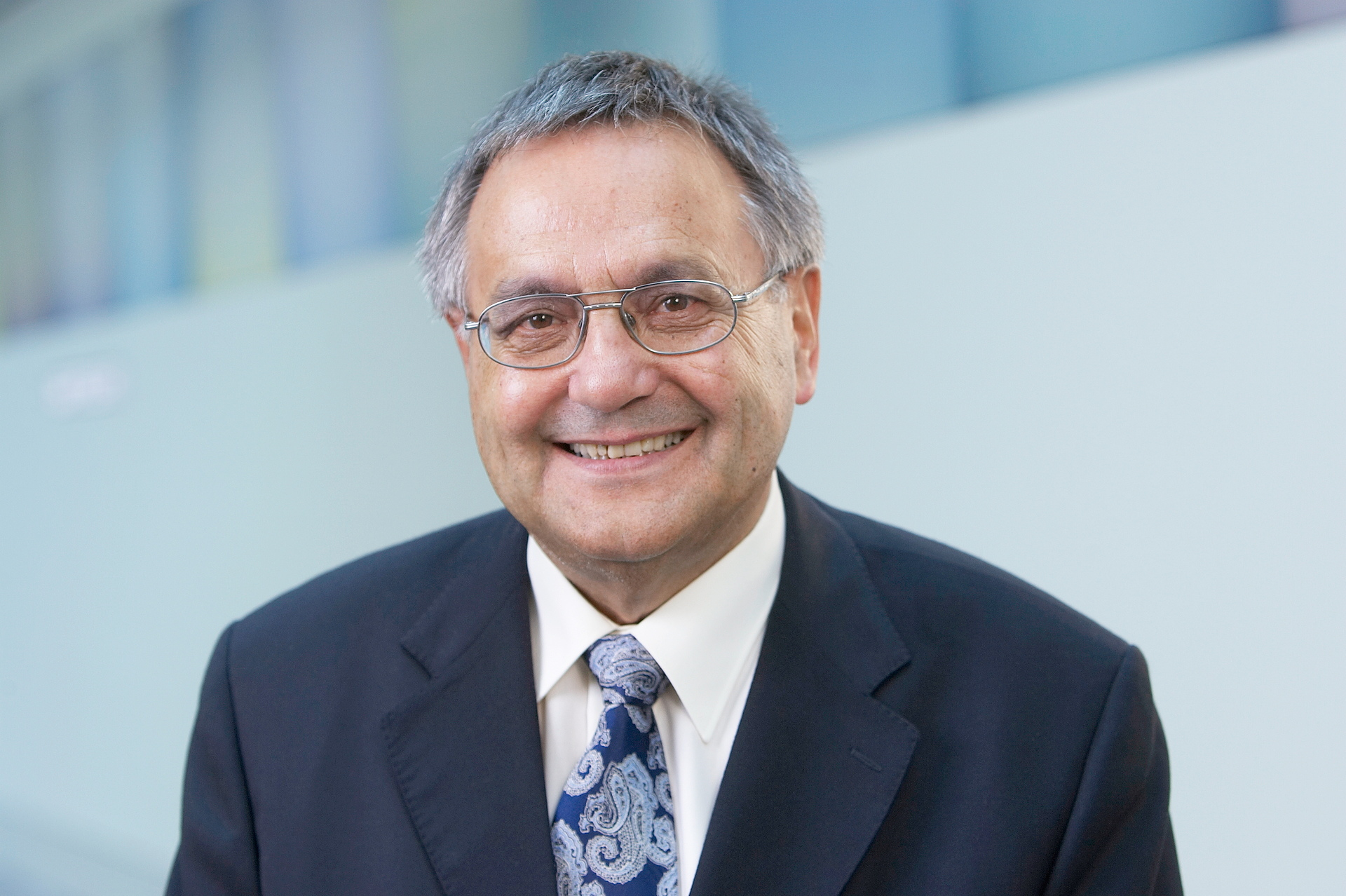
Dumeni Columberg

Dumeni Columberg (* 7. Oktober 1941 in Ilanz, heimatberechtigt in Disentis/Mustér) ist ein Schweizer Politiker (CVP).
Er begann seine berufliche Laufbahn als Redaktor der damaligen rätoromanischen Zeitung Gasetta Romontscha (1969 bis 1972). Der Wirtschaftskonsulent (Dr. oec. HSG) war mit Ida Nay (*1945 - †2014), «l’Ida dalla televisiun», verheiratet und hat einen Sohn (Gion Andrea). Er wohnt in Disentis/Mustér.

## Von der Gemeinde über die Region zum Kanton
Columberg war von 1969 bis 1971 als Gemeinderat und von 1971 bis 1987 als Gemeindepräsident tätig.
Es war die Zeit des grossen touristischen Aufschwungs. Columberg war Mitbegründer der Pro Surselva (1966) bzw. des Gemeindeverbandes Surselva und gehörte von 1967 bis 1995 dem Vorstand (Vizepräsident) an, zuletzt als deren Präsident. Von 1972 bis 1994 präsidierte Columberg das Regionalspital Surselva und war für den Spitalneubau verantwortlich. In den Jahren 1971 bis 1983 gehörte er dem Grossen Rat des Kantons Graubünden an.
Nach den Lawinenniedergängen vom April 1975 beauftragte die Bündner Regierung Columberg mit der Umsiedlung der Dörfer Acla nach Fuorns Medel (Lucmagn) und Caprau nach Carcarola (Disentis).

## Vom Nationalrat zum Europarat
Am 26. November 1979 wurde Columberg in den Nationalrat gewählt, wo er Mitglied zahlreicher Vorberatungskommissionen (Regionalpolitik und Energie) war, wie der NEAT-Kommission, der Kommission für Verkehr- und Fernmeldewesen, sowie der Aussenpolitischen Kommission.
Ab 1989 war er Beauftragter der Gemeinde Sedrun (Tujetsch) für die NEAT-Verhandlungen und für die Porta Alpina.
Von 1989 bis 1999 gehörte Columberg der Schweizer Delegation in der Parlamentarischen Versammlung des Europarates an und war u. a. für die Aufnahme von Bulgarien, Albanien, Moldawien und Armenien in den Europarat zuständig. Zudem vermittelte er bei den Sprachproblemen in Belgien.
Columberg war Mitbegründer und Vizepräsident der Vereinigung zum Schutz des Berggebiets (1980), die sich später mit der Schweizerischen Arbeitsgemeinschaft für die Berggebiete SAB vereinte. Im Auftrag der Gemeinden Sumvitg und Vrin führte er von 1986 bis 1996 die Verhandlungen für eine angemessene Abgeltung des Verzichtes auf das geplante Greina-Kraftwerk und für die Unterschutzstellung dieser alpinen Hochebene.

## Im Dienst der Wirtschaft und der Gesellschaft
Nach Beendigung seiner zwanzigjährigen parlamentarischen Tätigkeit im Dezember 1999 übernahm Columberg nochmals das Gemeindepräsidium von Disentis (2007 – 2012) mit dem Auftrag, die Gemeindefinanzen zu sanieren. Er leitete die Baukommission für den Neubau des Pflegeheims Sursassiala (Puntreis) (2007 – 2015) sowie Spitex Cadi (2000 bis 2009).
Zudem war Columberg Mitglied verschiedener Stiftungen und Gesellschaften, u. a. Verwaltungsrat der Schweizerischen Unfallversicherungsanstalt (1. Januar 1989 – 31. Dezember 2001), Vizepräsident der Graubündner Kantonalbank (1. Januar 1989 – 31. März 2009), Schweizerische Genossenschaft für Hotelkredit (1996 – 2008), Casa Libera Zürich AG (Präsident) – Sapomp Wohnbau AG (2000 – 2014), Sika AG (Mai 1993 – Mai 2006), Bergbahnen Sedrun SA (1989 – 2004, ab 1995 Präsident und Delegierter), Matterhorn Group Management AG, Zermatt (Vizepräsident von 1999 bis 2016), Kraftwerk Russein AG sowie der Stiftung Pro Kloster St. Johann in Müstair und der Schweizerischen Greina-Stiftung.
2015–2022 leitete er die Arbeitsgruppe für die Neugestaltung des Hofgartens und für die Innensanierung des Museums der Cuort Ligia Grischa – Museum Sursilvan in Trun. und war für die Finanzierung dieser Erneuerung verantwortlich.